# St. John's Wood (stanice metra v Londýně)
St. John's Wood je stanice londýnského metra, která se nachází v lokalitě St. John's Wood v londýnské čtvrti Westminster v severozápadním Londýně. Stanice byla otevřena v roce 1939 na lince Bakerloo Line. V současné době ve stanici staví vlaky linky Jubilee Line. Je mezi stanicemi Swiss Cottage a Baker Street v tarifní zóně 2. Jízda mezi stanicemi St. John's Wood a Baker Street obvykle trvá méně než tři minuty.

## Umístění stanice
Budova stanice je umístěna na rohu ulic Acacia Road a Finchley Road a mapy metra z konce roku 1938 a počátku roku 1939 uvádějí původně plánovaný název tehdy ještě neotevřené stanice jako Acacia Road nebo Acacia. Tato stanice je nejblíže ke kriketovému stadionu Lord's Cricket Ground a nahrávacím studiím Abbey Road Studios. Kvůli tomu ale stanice nesmí být zaměňována se stanicí Abbey Road DLR na lehké železnici Docklands Light Railway ve východním Londýně.

## Historie

Uzavřené stanice linky Metropolitan line mezi stanicemi Baker Street a Finchley Road

Stanice byla otevřena dne 20. listopadu 1939 na novém úseku raženého tunelu, který byl vybudován mezi stanicemi Baker Street a Finchley Road, když byl provoz linky Metropolitan Line na její větvi Stanmore převeden na linku Bakerloo Line. Stanice byla znovu převedena, spolu se zbytkem větve Stanmore, a to na linku Jubilee Line, která vznikla v roce 1979.
Po otevření stanice St. John's Wood v roce 1939 byly uzavřeny dvě nedaleké stanice na lince Metropolitan Line. Jednalo se o stanice Lord's (která byla původně otevřena pod názvem St. John's Wood Road a nejprve přejmenována na St. John's Wood a nakonec na Lord's) a Marlborough Road.

## Dnešní stav
Budova stanice projektovaná Stanleym Heapsem je zapsaná na seznamu budov zvláštního architektonického nebo historického významu, stupeň II. 
Podoba nástupišť podle návrhu Harolda Stablera zůstává stejná jako při otevření v roce 1939. V roce 2006 byly obklady vyčištěny a nahrazeny.
Stanice zahrnuje odbavovací halu, turnikety, eskalátory, veřejné telefonní automaty, toalety a bezdrátovou síť wifi. Jsou zde také umístěny bankomaty, které vydávají britské libry i eura.
Frekvence vlaků se mění v průběhu dne, ale obvykle ve stanici zastavuje vlak každých 2-5 minut v obou směrech v době od 05:54 do 00:18.

## Zajímavosti
- Stanice se objevila v hudebním videu „Bedsitter“ britského synthpopového dua Soft Cell.[14]
- Stanice se proslavila tím, že je jedinou stanicí londýnského metra, která neobsahuje žádné z písmen slova „mackerel“ (česky: makrela). Tento fakt se často objevuje v různých soutěžích a kvízech.[pozn. 1]
- Jméno stanice však obsahuje jedno z ojedinělých písmen v síti metra, a to písmeno „J“ – pouze tři stanice obsahují toto písmeno, a sice St. John's Wood, St. James's Park a Willesden Junction.[pozn. 2]

## Dopravní návaznost
Stanici obsluhují autobusové linky 13, 46, 113 a 187 a noční linka N113, a dále příměstské autobusy Green Line linek 712, 755, 757, 758, 768, 771, 772, 797 a A6. V nedaleké ulici Abbey Road zastavují autobusové linky 139 a 189.

| Rok  | Počet cestujících |
| ---- | ----------------- |
| 2011 | 6,74 mil          |
| 2012 | 7,07 mil          |
| 2013 | 7,27 mil          |
| 2014 | 7,62 mil          |
| 2015 | 7,88 mil          |
| 2016 | 7,79 mil          |
| 2017 | 7,79 mil          |

## Galerie

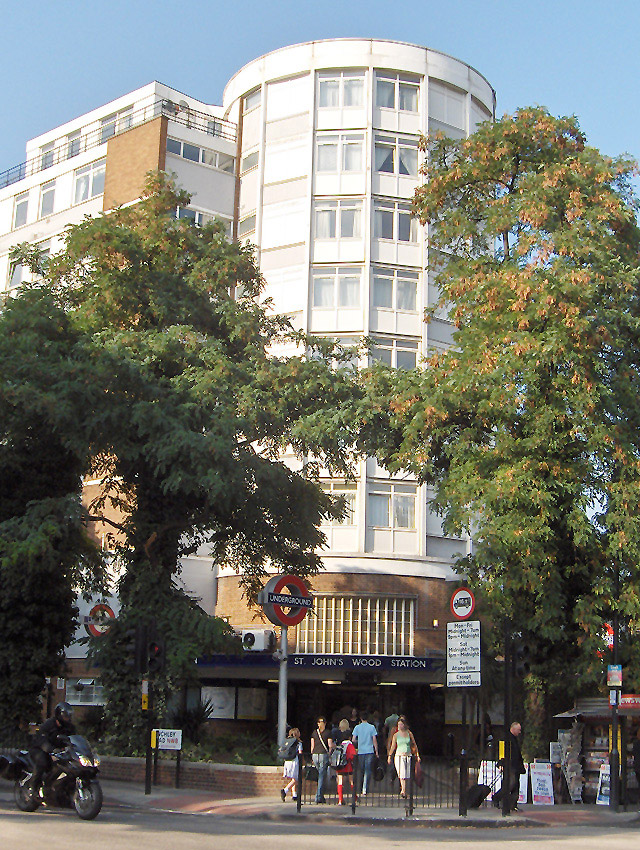
Vstup do stanice (září 2006)
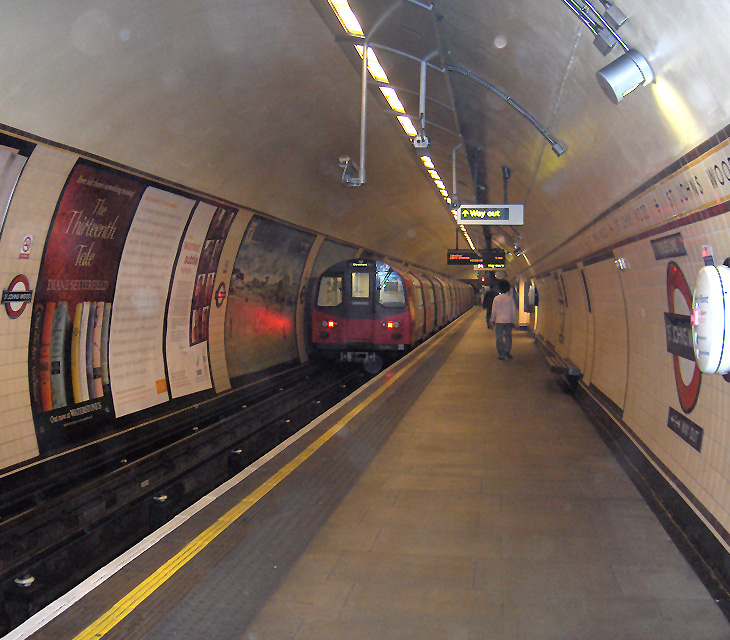
Nástupiště vlaků směřujících na jih (září 2006)
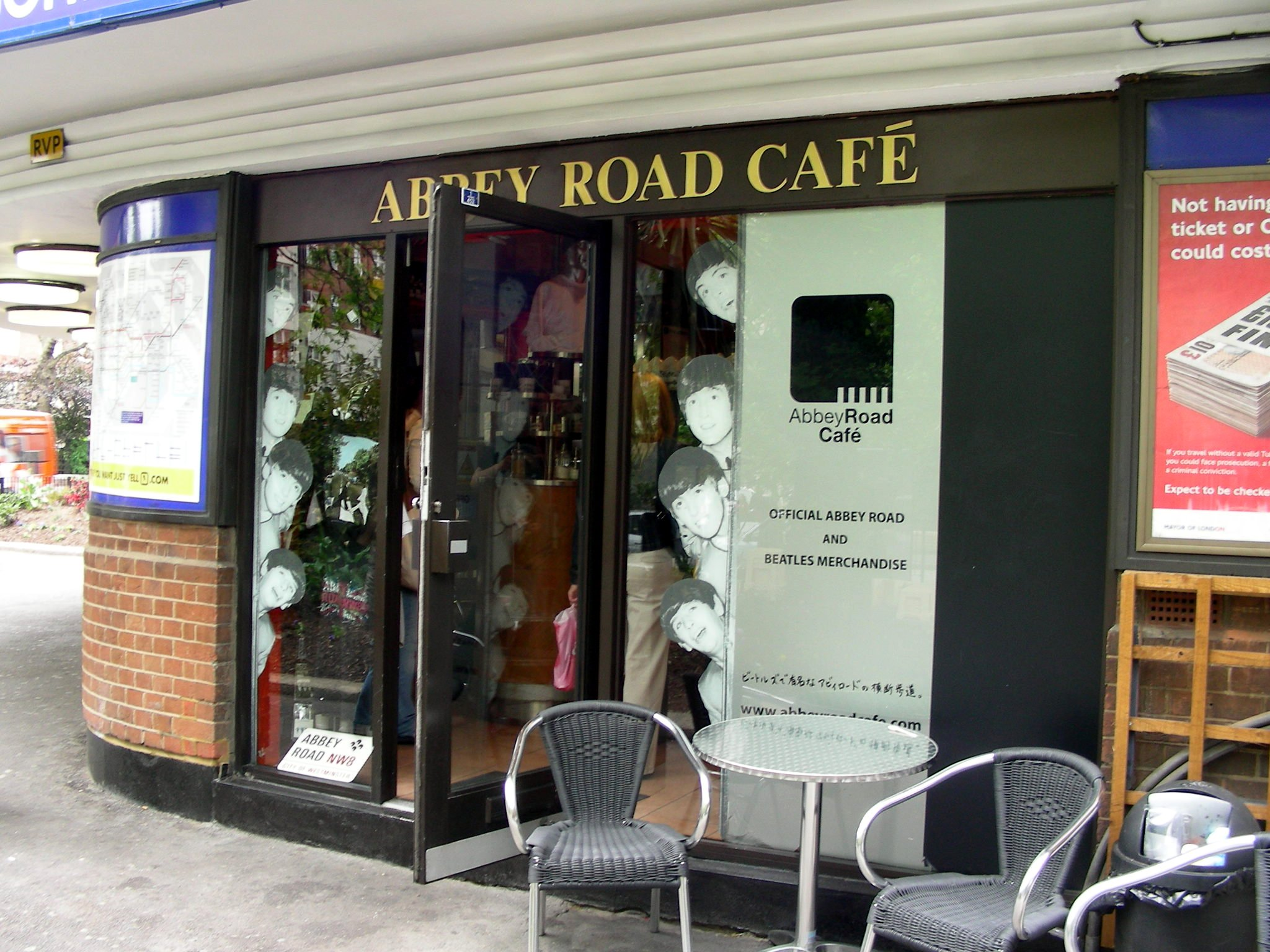
Kavárna Abbey Road u východu ze stanice (květen 2006)
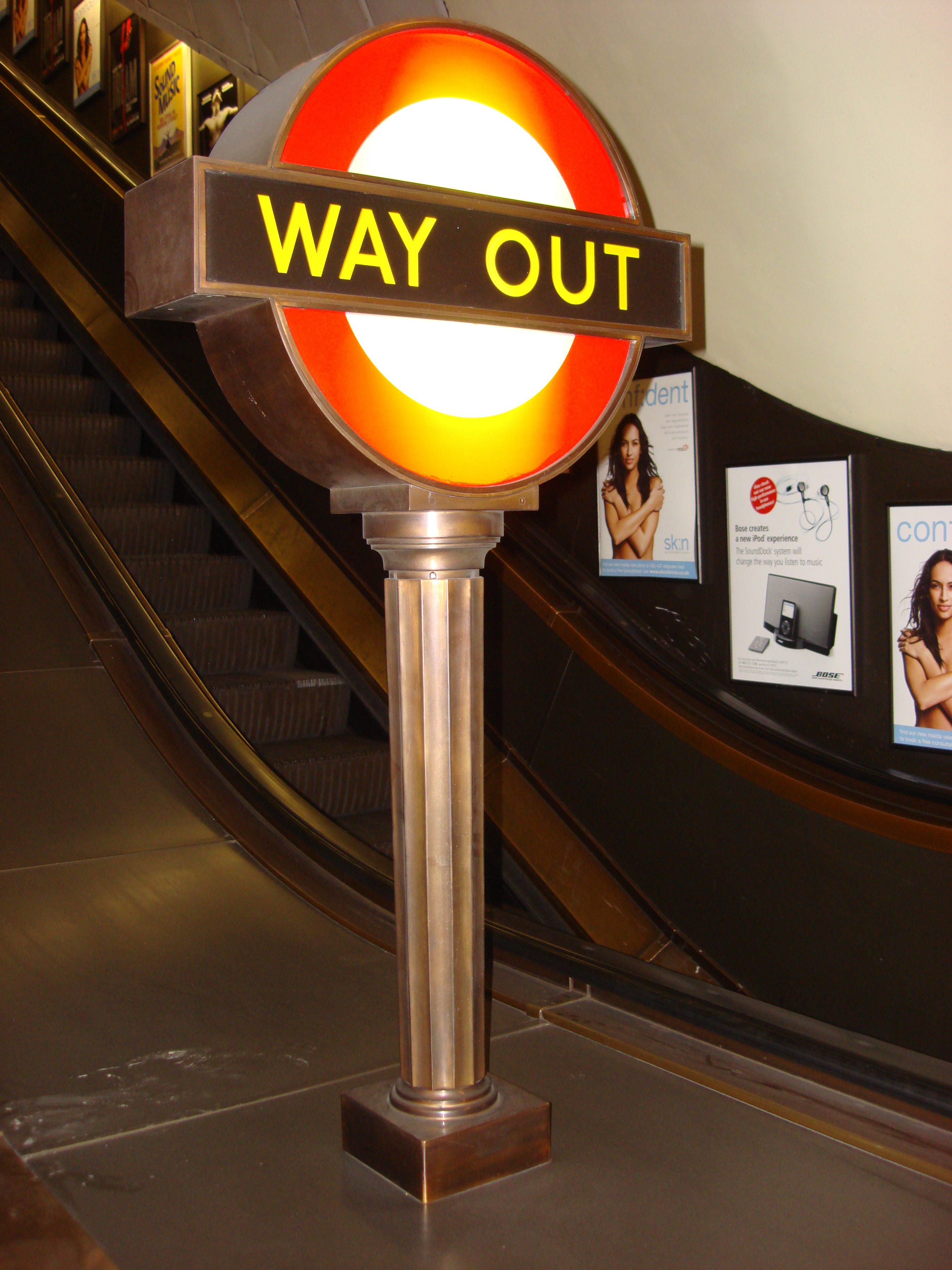
Sloupek s nápisem „VÝCHOD“ na úpatí eskalátorů (březen 2007)
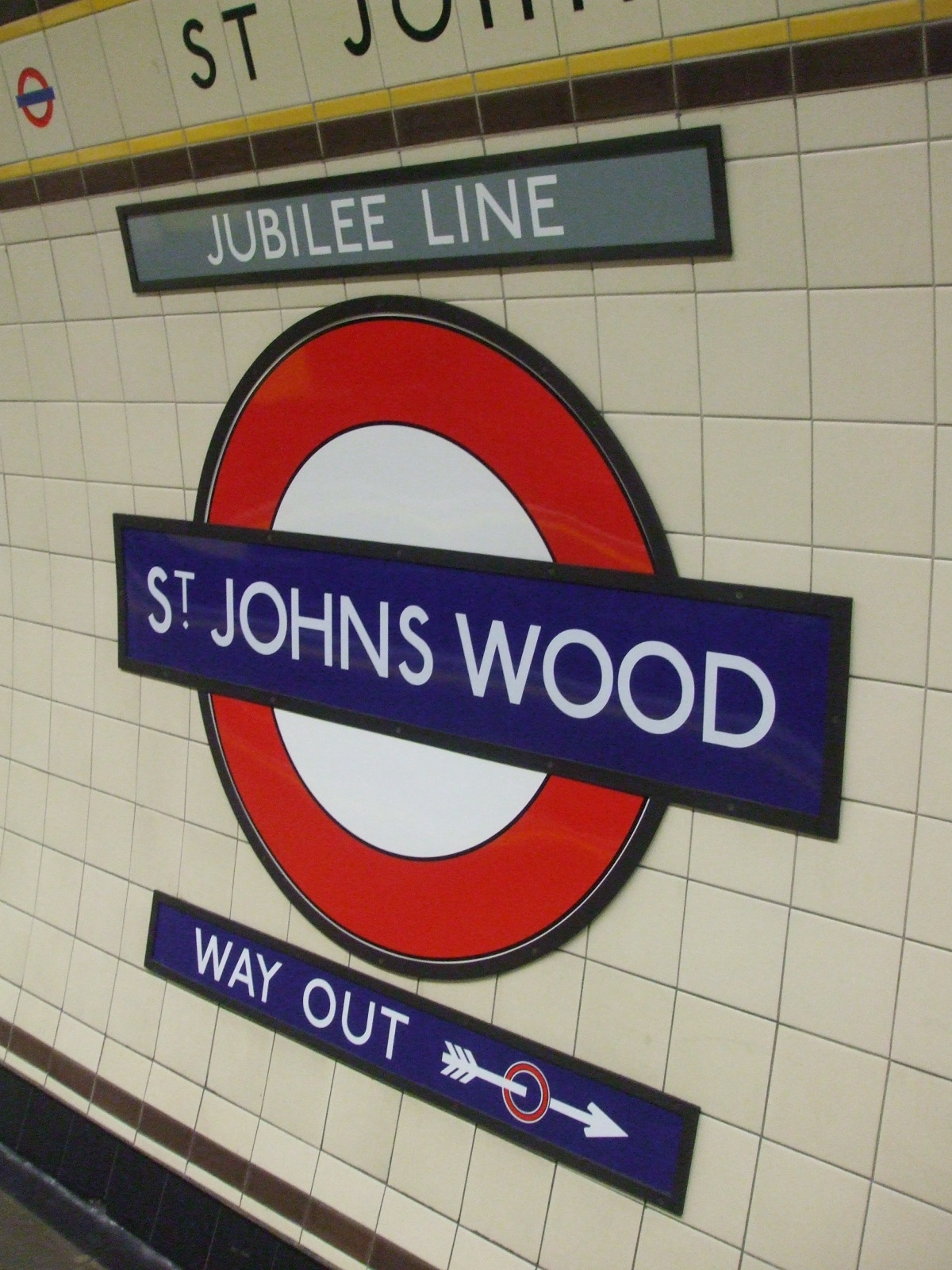
Logo londýnského metra s názvem stanice, označením linky a směrovkou "VÝCHOD"
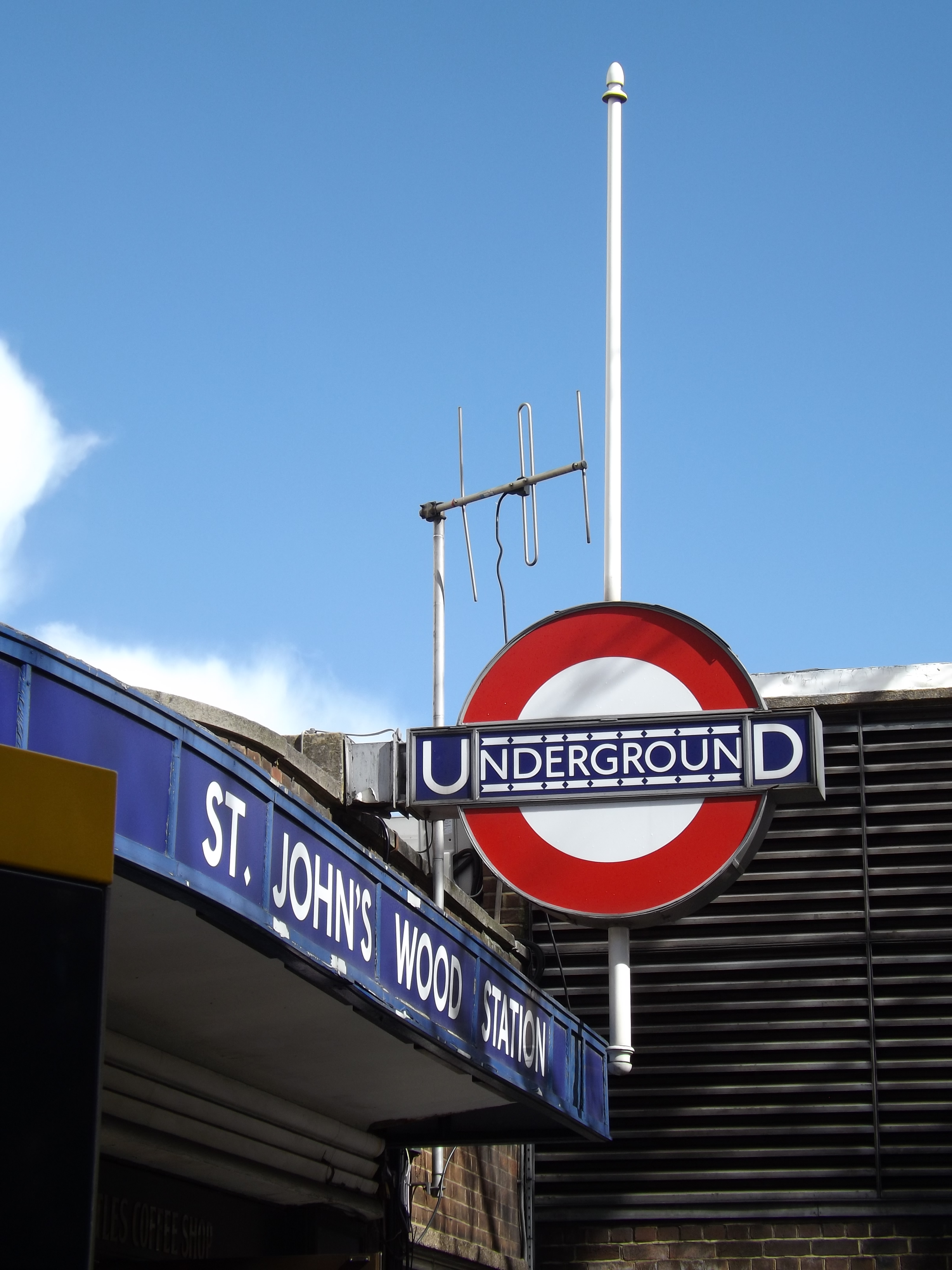
Logo londýnského metra před stanicí St. John's Wood